# Флаг муниципального образования Азовское
Флаг муниципального образования Азовского Шурышкарского района Ямало-Ненецкого автономного округа Тюменской области Российской Федерации.
Флаг утверждён 25 августа 2009 года и внесён в Государственный геральдический регистр Российской Федерации с присвоением регистрационного номера 5711.

## Описание флага
Прямоугольное белое полотнище с отношением ширины к длине 2:3, с изображением фигур герба муниципального образования Азовское, выполненных голубым, белым, серым, жёлтым и зелёным цветами.

Описание герба гласит: «В серебряном поле лазоревый опрокинутый вилообразный крест, обременённый в сердце золотым ромбом, а в нижних плечах — серебряными рыбами (сырками) с золотыми глазами, плавниками и хвостами, плывущими к ромбу, и сопровождаемый по сторонам и внизу тремя зелёными кедрами с таковыми же корнями».

## Символика флага
Флаг муниципального образования Азовское разработан на основе герба.
Азовское муниципальное образование расположено в низовье реки Оби. Это центральная часть Крайнего Севера России. Однако, несмотря на суровый климат, для многих людей это место стало родной землёй. Трудность в промышленном освоении края стала залогом чистоты окружающей природы. Главным достоянием местных жителей являются природные богатства и продукты их переработки.
Фигуры флага образно отражают природно-географические особенности муниципального образования:
 — голубые, сходящиеся, полосы с жёлтым ромбом в центре аллегорически показывает не только расположение села Азовы — центра сельского поселения на острове, омываемом тремя реками: Малой Обью, Сухой Обью и Качегаткой, но и отражает его название: в переводе название «Азовы» означает «ворота Оби».
 — две рыбы сырка указывают на основное занятие населения — рыболовство.
 — зелёные кедры в белом поле подчёркивают природное богатство края; местный кедрач по праву является красой и гордостью азовчан. Кедр — символ красоты, долголетия, здоровья и силы.
Белый цвет (серебро) — символ чистоты, совершенства, мира и взаимопонимания.
Зелёный цвет — символ природы, молодости, жизненного роста.
Голубой цвет — символ чести, благородства, духовности, возвышенных устремлений; цвет водных просторов и бескрайнего неба.
Жёлтый цвет (золото) — символ богатства, стабильности, уважения и интеллекта.